# Ricardo Marcelo Fonseca
Ricardo Marcelo Fonseca es profesor de Historia del Derecho en la Facultad de Derecho de la Universidad Federal de Paraná (UFPR), es profesor asociado del Departamento de Derecho Privado en la misma universidad y profesor visitante de Historia del Derecho en la Facultad de Derecho de la Universidad de Florencia; es un especialista en Historia del Derecho, Teoría del Estado y Filosofía del Derecho. Se le considera como uno de los renovadores de la historiografía del derecho brasileña al incorporar el pensamiento de figuras como Paolo Grossi y Antonio M. Hespanha en la academia brasileña y latinoamericana. Desde 2016, és rector de la Universidadad Federal de Paraná (UFPR), teniendo su madato renovado por más 4 años en 2020, hasta 2024.

## Formación académica
Ricardo Marcelo Fonseca se graduó en 1990 en Derecho por la Facultad de Derecho de Curitiba, en ese mismo año se licenció en Historia por la Universidad  Federal de Paraná. En 2001 se doctoró en Derecho por la UFPR. Realizó el posdoctorado en la Universidad de Florencia, Italia, entre 2003 y 2004, bajo la supervisión de Paolo Grossi. Ha estado como profesor visitante en las Universidad de Florencia, Universidad de Macerata, Universidad Pablo de Olavide (Sevilla, España) y la Universidad de Lisboa.

## Cargos académicos e institucionales
Ejerce el cargo electivo de Director del área de Ciencias Jurídicas de la UFPR, es también el director de la Facultad de Derecho de la UFPR. Es Presidente del Instituto Brasiñeo de Historia del Derecho (IBHD) y Director Académico del Instituto Latino Americano de Historia del Derecho (ILAHD). Es miembro asesor de la revista Cuadernos del Instituto Antonio de Nebrija de Estudios sobre la Universidad.

### Instituto Brasileño de Historia del Derecho IBHD
El IBHD fue fundado en 2002 por el profesor José Reinaldo de Lima Lopes, y dirigido por Airton Cerqueira Leite Seelaender hasta el año 2007 en que se produce el nombramiento de Ricardo Marcelo Fonseca como Presidente.
El IBHD ha organiza congresos internacionales sobre la Historia del Derecho. El 1.º Congreso del IBHD, se denominó Justicia y eclosión del Estado, tuvo lugar en Florianópolis los días 8-11 de septiembre de 2005. Entre los ponentes no extranjeros estuvieron, entre otros, Carlos Petit, Paolo Cappellini, Thomas Simon y António Manuel Hespanha. El 2.º Congreso del IBHD tuvo como tema La investigación en historia del derecho: prácticas historiográficas y tradición jurídica y tuvo lugar los días 9-12 de agosto de 2006 en la ciudad de Niterói. Entre otros destacados ponentes estuvieron Heinz Mohnhaupt y Michael Stolleis. Entre los días 12 a 15 de septiembre de 2007, se celebró en Curitiba el 3º Congreso del IBHD bajo la presidencia y organización Ricardo Marcelo Fonseca bajo el título Del antiguo régimen a la modernidad jurídica. La conferencia inaugural fue impartida por el profesor florentino Paolo Grossi.

### Instituto Latino Americano de Historia del Derecho - ILAHD - México
Ricardo Marcelo Fonseca es, desde 2008, Director Académico del Instituto Latino Americano de Historia del Derecho ubicado en México.

## Investigación
Ricardo Marcelo Fonseca es investigador del Conselho Nacional de Desenvolvimento Científico e Tecnológico (CNPq); coordina el  Grupo de Investigación ‘’Historia, Derecho y Subjetividad’’ (Núcleo de Pesquisa História, Direito e Subjetividade), que desarrolla investigaciones en los campos de Historia de la Cultura Jurídica y Crítica de la Subjetividad Moderna.
Asimismo fundó y dirige la Escola de Curitiba, grupo de investigación en Historia del Derecho.

### Influencias y pensamiento
Su pensamiento está claramente influenciado por los trabajos de los Historiadores del Derecho Paolo Grossi y António Manuel Hespanha y también por autores de la Filosofía del Derecho como Michel Foucault y Walter Benjamin.
Para Fonseca la Historia del Derecho en general y la Historia del Derecho Brasileña tradicionalmente ha estado determinada excesivamente por una lectura romanista -fruto de la gran influencia del Derecho Romano en la formación jurídica- del pasado jurídico. Sin embargo, y aunque dicha influencia seguiría viva, el acercamiento de la historiografía jurídica brasileña a la europea, fundamentalmente a través de cuatro pilares: el pensamiento de António Manuel Hespanha, la denominada Escuela Florentina fundada por Paolo Grossi), el Max-Planck-Institut für europäische Rechtsgeschichte así como la obra de los discípulos de los historiadores del derecho español Francisco Tomás y Valiente y de José Martínez Gijón, estarían renovando la materia.

## Publicaciones
Algunas de las publicaciones de Ricardo Marcelo Fonseca son las siguientes:

### Libros de Ricardo Marcelo Fonseca
- 2009 - Introdução Teórica à História do Direito. Juruá Editora, Curitiba.[8]
- 2008 - Fonseca, RM (Org.) y  Seelaender, Airton (Org.). História do direito em perspectiva: do antigo regime à modernidade. 1. ed. Curitiba: Juruá Editora. v. 1000. 463p.
- 2006 - Discurso e direito: discursos do direito. Florianópolis.
- 2005 - Crítica da modernidade: diálogos com o direito. Florianópolis.
- 2004 - Repensando a teoria do Estado. Belo Horizonte.
- 2002 - Modernidade e contrato de trabalho: do sujeito de direito à sujeição jurídica. São Paulo.
- 1996 - Fonseca, R. M. y Galeb, Mauricio. A Greve Geral de 17 em Curitiba: resgate da memória. 1. ed. Curitiba: Ibert (Instituto Brasileiro de Estudos de Relações de Trabalho). v. 1000. 110p.

En Español
- 2012 - Introducción Teórica a la Historia del Derecho. Universidad Carlos III de Madrid-Juruá-Dykinson, ISBN 978-84-9031-070-0.[9]

### Artículos de Ricardo Marcelo Fonseca
Fonseca ha publicado numerosos artículos, entre ellos:
- Fonseca, Ricardo Marcelo, A formação da cultura jurídica nacional e os cursos jurídicos no Brasil: uma análise preliminar (1854-1879). Cuadernos del Instituto Antonio de Nebrija de Estudiossobre la Universidad, Madrid, v. 8, n. 1, 2005.
- Fonseca, Ricardo Marcelo. Os juristas e a cultura jurídica brasileira na segunda metade doséculo XIX (enlace roto disponible en Internet Archive; véase el historial, la primera versión y la última)., In. Quaderni fiorentini per la storia del pensiero giuridico moderno. Milano, Giuffrè, XXXV, 2006.

### Sobre Ricardo M Fonseca
- Rafael Ramis Barceló, Recensión a la obra Introducción teórica a la Historia del Derecho (enlace roto disponible en Internet Archive; véase el historial, la primera versión y la última)., en Forum Historiae Iuris, 2010.